# هنريتا إدواردز
هنريتا إدواردز هي نسوية ‏ وناشطة حق تصويت المرأة كندية، ولدت في 18 ديسمبر 1849 في مونتريال في كندا، وتوفيت في 10 نوفمبر 1931 في ألبرتا في كندا.